# 奧赫熱河畔金什佩爾克

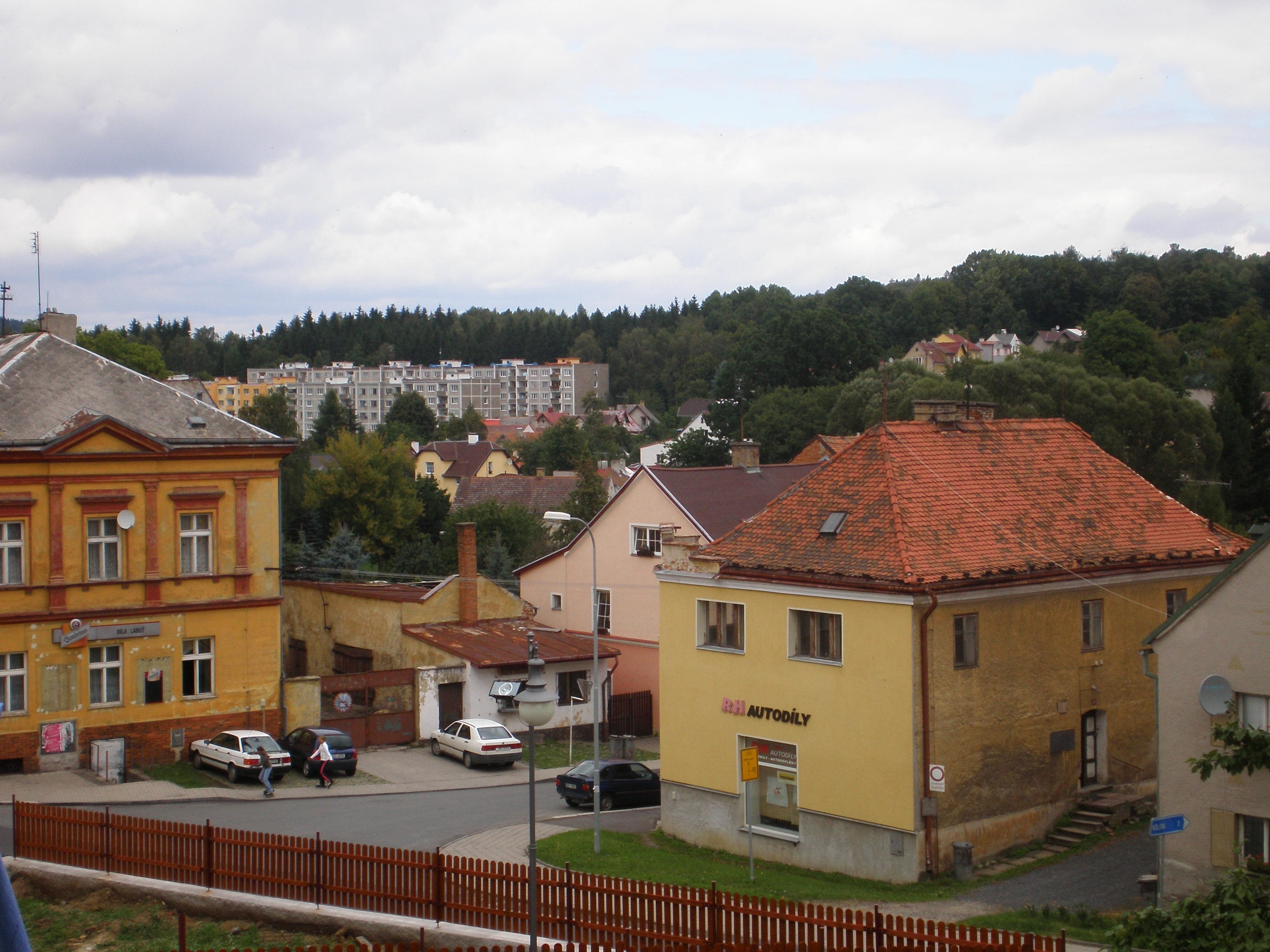

奧赫熱河畔金什佩爾克，德语： Königsberg an der Eger，艾格河畔的柯尼斯贝格。是捷克的城鎮，位於該國西部奧赫熱河畔，距離海布13公里，由卡羅維發利州負責管轄，面積23.31平方公里，海拔高度431米，2006年人口5,111。

## 外部連結
- （捷克文） Official website （页面存档备份，存于）